# Двудельное
Двуде́льное —  деревня в городском округе Семёновский Нижегородской области России. Входит в состав Хахальского сельсовета.

## География
Деревня находится в 3 км от административного центра сельсовета — деревни Хахалы и 62 км от областного центра — Нижнего Новгорода.
Часовой пояс
Двудельное, как и вся Нижегородская область, находится в часовой зоне МСК (московское время). Смещение применяемого времени относительно UTC составляет +3:00.

## Население
| 2002 | 2010 |
| ---- | ---- |
| 41   | ↘34  |